# Victim in Pain
Victim in Pain ist das Debütalbum der US-amerikanischen Hardcore-Band Agnostic Front. Es wurde 1984 auf Rat Cage Records veröffentlicht.

## Entstehungsgeschichte
Ein Jahr zuvor hatte Agnostic Front als ersten Tonträger ihrer Karriere auf eigene Kosten (über ihr dafür gegründetes Label AF Records) die EP United Blood veröffentlicht. Seitdem hatte es zwei Besetzungswechsel gegeben: Für Bassist Todd „Youth“ Schofield war Rob Kabula in die Band gekommen und Raymond „Raybeez“ Barbieri hatte wegen seines ausufernden Phencyclidin-Problems im gegenseitigen Einverständnis seinen Platz am Schlagzeug an Dave Jones (ex-Mental Abuse) abgetreten, blieb Agnostic Front aber freundschaftlich verbunden.
Die Stücke des Albums wurden von Roger Miret geschrieben. Kurz zuvor war der Sänger von der berüchtigten Hardcore-Wohngemeinschaft „Apartment X“ in der Norfolk Street in eine eigene Wohnung (ebenfalls in der Lower East Side) gezogen. An ersten Entwürfen war noch der damals erst dreizehnjährige Noch-Bassist Schofield beteiligt gewesen. Produziert wurde das Album von Don Fury, der bereits für die Produktion von United Blood verantwortlich gewesen war. Wie fast alle NYHC-Bands hatte Agnostic Front kein Geld für einen regulären Produktionsprozess. Fury bot der Band deshalb an, das Album umsonst zu produzieren, wenn sie ein Sechzehn-Spur-Aufnahmegerät für eine Woche bereitstellen könne. Agnostic Front organisierte ein Konzert, dessen Einnahmen in die Miete des Aufnahmegeräts fließen sollten. Vorbands waren unter anderem die Band Skinhead Youth, bei der der ehemalige Agnostic-Front-Schlagzeuger Barbieri Sänger war, und die Band Balls, bei der Don Fury Bass spielte und die mit ihrem Art-Punk eher weniger in das Hardcore-Umfeld des Konzerts passte, aber wohlwollend aufgenommen wurde.
Victim in Pain wurde in drei Tagen im April 1984 in Furys „Demo-Demo“-Studio in Little Italy aufgenommen. Fury verbrachte vier weitere Tage mit der Abmischung, dann musste das gemietete Aufnahmegerät zurückgegeben werden. Die Veröffentlichung erfolgte im Winter durch das kleine Independent-Label Rat Cage Records, das zuvor bereits Tonträger der Beastie Boys und von Heart Attack herausgebracht hatte.
Die visuelle Gestaltung des Albumcovers oblag Rat-Cage-Eigentümer Dave Parsons. Das Frontcover ist ein Ausschnitt des Fotos Der letzte Jude in Winniza, das zwischen 1941 und 1943 in Winnyzja aufgenommen wurde und einen mutmaßlich jüdischen Mann unmittelbar vor seiner Erschießung durch ein Mitglied der Einsatzgruppe D zeigt. Das Foto wird lediglich durch das damalige Bandlogo und einen Schriftzug Victim in Pain ergänzt. Laut Miret sollte ursprünglich ein Bild von einem Agnostic-Front-Konzert eingesetzt werden, er habe aber kurzfristig das Foto in einem Buch über den Zweiten Weltkrieg entdeckt und hätte sich gemeinsam mit Parsons dafür eingesetzt, es für das Album zu verwenden.
Zum Zwecke der Promotion des Albums begaben sich Agnostic Front auf eine US-Tournee, während der sie unter anderem als Vorgruppe für die UK Subs und The Exploited spielten. Eine derartige Vermarktung außerhalb der Vereinigten Staaten kam nicht in Frage, da der gebürtige Kubaner Miret keinen Pass besaß und das Land deshalb nicht verlassen konnte. Schlagzeuger Jones verließ die Band unmittelbar vor der US-Tournee, da er nicht touren wollte und darüber hinaus die Anfeindungen des Maximumrocknroll-Fanzines (siehe Abschnitt „Rezeption“) nicht ertrug. Für die Tournee sprang Jimmy Colletti als Schlagzeuger ein.
Victim in Pain wurde mehrfach wiederveröffentlicht, zuerst bereits 1986 durch das britische Label Combat Core, das die kontroverse Winniza-Fotografie durch ein schlichtes Cover mit Bandlogo und Albumtitel ersetzte. 2009 erfolgte eine weitere Wiederveröffentlichung durch Bridge Nine Records. Diese enthielt zusätzlich zu den Titeln des Albums auch die komplette United-Blood-EP. Rat Cage Records brachte zum 35-jährigen Jubiläums des Albums 2019 eine weitere Pressung auf den Markt, Bridge Nine Records 2023.

## Titelliste
1. Victim in Pain (0:48)
2. Remind Them (1:04)
3. Blind Justice (1:26)
4. Last Warning (0:46)
5. United & Strong (1:09)
6. Power (1:44)
7. Hiding Inside (1:20)
8. Fascist Attitudes (2:04)
9. Society Sucker (1:12)
10. Your Mistake (1:34)
11. With Time (2:15)

## Stil
Hinsichtlich der Spielgeschwindigkeit bezeichnet Roger Miret das Album als eines der schnellsten der Band. Textlich verarbeitete Miret primär Erlebnisse aus seiner Umgebung, der Hardcore-Szene der Lower East Side und den alltäglichen Kampf gegen Armut und Ausgrenzung.
United & Strong
Das Stück United & Strong (im Rahmen von Wiederveröffentlichungen auch United and Strong betitelt) geht laut Autor Miret auf Aufspaltungserscheinungen innerhalb der New Yorker Hardcoreszene zurück. Miret wollte diesen eine lyrische Aufforderung zur Einigung entgegensetzen. Der Titel fordert Angehörige der Hardcore-Szene auf, unabhängig von Rassen- oder ideologischen Schranken gegen äußere Einflüsse zusammenzuhalten.

## Rezeption
Victim in Pain wurde in der Punkszene teilweise kontrovers aufgenommen. Tim Yohannan, einflussreicher Radio-DJ und Gründer des Maximumrocknroll-Fanzines, verdammte die zu diesem Zeitpunkt durch Skinheads geprägte NYHC-Szene im Allgemeinen und Agnostic Front im Besonderen als „Nazi-Skinheads“ und verwies auf das Cover des Victim-in-Pain-Albums sowie die gewalttätigen Ausschreitungen bei Agnostic-Front-Konzerten. Roger Miret hielt dem entgegen, dass die Band inhaltlich nichts mit rechten Skinhead-Bands gemein gehabt habe.

“They saw we were skinheads and that was enough for them. They didn't bother to look at our lyrics and see that our philosophies were completely different.”

Retrospektiv urteilte das Ox-Fanzine 2010, dass der „ultrabrutale Auf-die-Fresse-Hardcore-Punk (und) die herausgebellten Texte“ in Verbindung mit der Produktion von Don Fury „den Grundstein für eine eigene Musikrichtung“ (den New York Hardcore) gelegt hätten. Das Album sei damit ein „absoluter Genreklassiker“. Der US-amerikanische Musikjournalist und Filmemacher Steven Blush bezeichnete Victim in Pain 2010 als zwar „klanglich eingeschränktes“, in Summe aber „Wahnsinnsalbum“, an dem Stigmas nicht vorhandenes Gitarrentalent auffällig sei. Das britische Kerrang!-Magazin beschrieb das Album 2021 als Ansammlung „kurzer, aggressiver Stücke“, die „gegen soziale Ungerechtigkeit und ermüdende Armut wüten“ und gleichzeitig „hartnäckige persönliche Dämonen“ bekämpfe und zu szeneinterner Einheit aufrufe. Das Album sei seit seinem Erscheinen oft imitiert worden, aber nie habe jemand seine Direktheit und Authentizität erreicht.
Alex Brown (Gorilla Biscuits) attestierte dem Album ein ausgeprägtes New Yorker Flair sowie Street Credibility. Die Musik sei etwas Neues und Rohes gewesen, ein „Sturmangriff auf das Spießertum“ und ein „Schrei nach Veränderung“. Pete Koller (Sick of It All) hielt in einem 2015 veröffentlichten Interview fest, dass Victim in Pain für den Hörer eine „großartige Platte“ sei, dass für einen Musiker beim Hörer aber im Vordergrund stehe, dass die Bandmitglieder zum Aufnahmezeitpunkt offenbar ihre Instrumente nicht richtig beherrscht hätten. Ihn selbst habe die Existenz der Platte deshalb zum Musizieren inspiriert.

“Vinnie Stigma can play guitar? Then I can too!”

Roger Miret beschrieb das Album 2015 retrospektiv als die größte Leistung seines Lebens.

### Coverversionen
Blind Justice wurde 2004 auf dem Napalm-Death-Album Leaders Not Followers: Part 2 gecovert.
Power wurde 1999 von der US-amerikanischen Crossover-Band Biohazard für die Rückseite der Maxisingle Switchback neu eingespielt.
Society Suckers wurde 2010 von Walter Schreifels für sein Soloalbum An Open Letter to the Scene neu aufgenommen.
United and Strong ist auf dem 2007er-Album Rise of the Infidels der US-amerikanischen Crossover-Band Stormtroopers of Death vertreten.
Your Mistake ist auf der „Limited Edition Digipak“-Edition des 1995er-Albums Demanufacture der US-amerikanischen Metal-Band Fear Factory vertreten. Als Gastsänger tritt dabei Roger Mirets jüngerer Bruder Freddy Cricien in Erscheinung. Außerdem wurde es 2003 von der US-amerikanischen Crossover-Band auf ihrem Album Run for Cover sowie 2009 von der US-amerikanischen Hardcore-Band Hatebreed auf ihrem Album For the Lions interpretiert.